# Lintig
Lintig község Németországban, Alsó-Szászországban, a Cuxhaveni járásban. 